# Велика Вила
Вели́ка Вила́ (рос. Большав Выла, чув. Мăн Вылă) — село у Чувашії Російської Федерації, центр Великовильського сільського поселення Аліковського району.
Населення — 511 осіб (2010; 626 в 2002, 957 в 1979, 1249 в 1939, 1159 в 1926, 1089 в 1897, 499 в 1795).
Національний склад:
- чуваші — 100 %

## Історія
Перші згадки відносяться до 17 століття. Історичні назви — Богородське, Вила. До 1866 року селяни мали статус державних, займались землеробством, тваринництвом, слюсарством, бондарством, виробництвом коліс. Діяв храм Ікони Казанської Божої Матері (1744-1770-ті, 1906–1940). 1884 року відкрито церковнопарафіяльну школу. На початку 20 століття діяло 9 вітряків, 3 магазини. 1931 року створено колгосп «Червона зоря». До 1926 року село входило до складу Вильської та Аліковської сотні, Шуматовської та Аліковської волостей Курмиського повіту, до 1927 року — Атаєвської волості Ядринського повіту. З переходом на райони 1927 року — спочатку у складі Аліковського, у період 1962–1965 років — у складі Шумерлинського, після чого знову передане до складу Аліковського району.

## Господарство
У селі діють школа, фельдшерсько-акушерський пункт, бібліотека, клуб, спортивний майданчик, пошта та відділення банку, 2 магазини.